# كريل محدودباني
كريل محدودباني (الاسم العلمي: Euphausia gibboides) هو نوع من المفصليات يتبع جنس الكريل من الفصيلة الكريلية.